# 爾敏·巴奈
爾敏·巴奈（1908年8月18日—1970年2月16日），已故印度尼西亞作家，作家薩努西·巴奈的胞弟，也是荷屬東印度時期文學雜誌《新作家》的創辦人之一。著有小說《枷鎖》等文學作品，其中《枷鎖》講述一對夫妻貌合神離的關係，以及丈夫的婚外情，是一部具有歷史意義的作品，卻因為選材而遭到時人的責難。

## 生平
爾敏·巴奈在1908年8月18日生於荷屬東印度蘇門答臘打板努里慕哇拉希朋義（Moeara Sipongi，今屬北蘇門答臘省曼代灵纳塔尔县），在家中排行第三，有七個兄弟姊妹。他的胞兄是作家薩努西·巴奈。他曾經在巴東石林潘和丹戎巴来的荷印學校，以及實武牙和武吉丁宜的歐洲人小學讀書，並於完成小學課程之後到爪哇巴達維亞（今雅加達）土著醫師訓練學校和泗水荷印醫學院學醫，卻沒有成功。之後他便轉到梭羅的普通中學就讀，並在同時把攻讀方向改為文學創作，修讀西方古典文學，直至1931年畢業為止。
巴奈在梭羅讀書的時候曾經一度成為青年民族主義組織印度尼西亞青年（Indonesia Muda）的活躍會員，不過為了寫作，不久後他就退出了這個組織。他的第一份工作是記者，當時的工作地點是巴達維亞和泗水；他也曾經在諫義里和巴達維亞的學生園學校任教。他在1932年便已經開始向《圖書旗幟》雜誌的文學專欄投稿，並在1933年聯同該專欄的主編蘇丹·達迪爾·阿里夏巴納和詩人阿米爾·哈姆扎創辦文學月刊《新作家》，兼任雜誌社的秘書兼編輯，直至1938年為止；他還在1936年加入圖書編譯局。巴奈在這段期間創作的作品包括劇本《楞剛·甘扎納姨娘》（Nyai Lenggang Kencana，1937年）、詩集《生命中的生命》（Jiwa Berjiwa，1941年）和小說《枷鎖》（1940年）。
巴奈的小說《枷鎖》被視為他對印尼文學最大的貢獻。這部小說在《新作家》月刊發表之後所獲得的評價是毀譽參半的，當時很多人都會以兩個理由批評故事的內容：一、故事本身非常不合理，角色的舉措也異於常人；二、小說的內容離經叛道。這部小說講述的是醫生、醫生的妻子和情婦之間的三角戀，沒有說明角色的是非對錯；對很多土著來說，這樣的題材是很嶄新的，也是很令人震驚的。不過巴奈也在這部小說中探索角色的情感，所以也有評論認為這部小說具有革命性。小說的主人公是土著，接受過現代教育；巴奈以獨白的形式呈現出主人公遇到的困惑和徬徨情緒。不論在題材上，還是在風格上，這部小說都是具有劃時代意義的。
巴奈早年創作的短篇故事和《枷鎖》的主旨都是相似的。他在1935年發表的短篇故事《不值錢的東西》（Barang Tidak Berharga）在題材和風格上都和《枷鎖》很相似，同年發表的短篇故事《人生目的》則講述一名年輕女子試圖鼓起勇氣，獨自在未來生活。
部分論者認為，巴奈在1942年之前和之後所創作的作品在風格上頗有差異。研究印尼文學的荷蘭學者A·德歐指出，巴奈在這段時期創作了幾部劇本，不過在這幾部劇本中，角色都沒有表現出他們的困惑，以及他們內在的問題；在理想這方面，這些劇本和巴奈早年創作的作品是有差別的。他在日本佔領東印度群島期間仍然是當地最活躍的劇作家，後來他把自己在這段時期創作的劇本輯錄成書，名為《貌柔質剛》（Jinak-jinak Merpati）。
有稱巴奈是所謂「四五年派」的奠基者之一，不過他自己卻不屬於「四五年派」。1945年蘇卡諾宣布印尼獨立之後，他曾經先後擔任《光譜》（Spectrum）雜誌、《印度尼西亞文化雜誌》（Indonesian Cultural Magazine）和《印度尼西亞》（Indonesia；1948年至1955年期間任職）雜誌的編輯，還擔任過全國文化協商機構（Badan Musyawarah Kebudayaan Nasional）的秘書。巴奈在印尼獨立後完成劇本《上不着天，下不着地》（Antara Bumi dan Langit），主要講述印尼獨立後印歐人在當地有何地位。此外，他還會以創辦文化組織，撰寫專著等其他方式為印尼文學界貢獻。他曾經在專著中論述19世紀以來印尼華人社群的歷史，以及印尼語的演變。
巴奈在1969年以自己對文學界的貢獻獲得印尼政府的表揚，卻在幾個月後（1970年2月）於雅加達逝世。

## 作品選集
巴奈編撰的作品包括：

### 劇本
- 《時代的畫像》（Lukisan Masa，1937年）
- 《楞剛·甘扎納姨娘》（1939年）
- 《我們婦女》（Kami, Perempuan，1943年）[8]
- 《上不着天，下不着地》（Antara Bumi dan Langit，1952年）
- 《人間故事》（Kisah Antara Manusia，1953年）
- 《貌柔質剛》（Jinak-Jinak Merpati，1954年）

### 小說
- 《枷鎖》（Belenggu，1940年）

### 詩集
- 《生命中之生命》（1939年）
- 《心之歌》（Gamelan Jiwa，1960年）

### 文學作品集
- 《現代印度尼西亞文學簡介》（Kort overzich van de moderne Indonesische Literatuur，1949年）
- 《穆罕默德·亞明法學碩士青年時期所創作的詩歌》（Sanjak Muda Mr Muhammad Yamin，1954年）